# مایکل لو روی
مایکل لو روی (انگلیسی: Michael K. Le Roy؛ زادهٔ) سیاست‌مدار اهل ایالات متحده آمریکا است.
وی همچنین برندهٔ جوایزی همچون برنامه فولبرایت شده‌ است.